# Canton de Maisons-Alfort
Le canton de Maisons-Alfort est une circonscription électorale française du département du Val-de-Marne créée par le décret du 17 février 2014. Elle tient lieu de circonscription d'élection des conseillers départementaux et entre en vigueur lors des élections départementales de 2015.

## Histoire

### Période 1871 à 1919
Maisons-Alfort faisait partie du canton de Charenton.
| Période | Période          | Identité                         | Étiquette                | Qualité                                                                                     |
| ------- | ---------------- | -------------------------------- | ------------------------ | ------------------------------------------------------------------------------------------- |
| 1871    | 1881             | Jules-Auguste Béclard            | Républicain              | Médecin, Secrétaire perpétuel de l'Académie de Médecine                                     |
| 1881    | 1886 (décès)     | Pierre-Jules Decorse (1842-1886) |                          | Médecin, maire de Saint-Maurice (1876-1886)                                                 |
| 1887    | 1889 (démission) | Jules-Ferdinand Baulard          | Rad.                     | Ouvrier en miroiterie Député (1889-1902) Conseiller municipal de Joinville-le-Pont          |
| 1890    | 1893             | M. Lafont                        | Rad.                     | Médecin                                                                                     |
| 1893    | 1900             | Gustave Barrier (1853-1945)      | Républicain Progressiste | Professeur d'anatomie à l'école vétérinaire d'Alfort Conseiller municipal de Maisons-Alfort |
| 1900    | 1909 (démission) | Amédée Chenal                    | Rad.                     | Ouvrier menuisier Député (1909-1914)                                                        |
| 1909    | 1912             | Arthur Dussault (1851-1929)      | Rad.                     | Propriétaire, peintre Maire de Charenton (1891-1912)                                        |
| 1912    | 1919             | Barthélémy Mayéras               | SFIO                     | Journaliste, député (1914-1919)                                                             |

### Période 1919 à 1945
Maisons-Alfort faisait partie de la 1ère circonscription du canton de Charenton.
| Période                     | Période                     | Identité                   | Étiquette               | Qualité                                                                             |
| --------------------------- | --------------------------- | -------------------------- | ----------------------- | ----------------------------------------------------------------------------------- |
| 1919                        | 1925                        | Léon Champion (1861-1955)  | Rad.                    | Propriétaire Maire de Maisons-Alfort (1901-1935)                                    |
| 1925                        | 1929                        | Lucien Brenot (1858-?)     | SFIO                    | Employé chimiste puis propriétaire Maire d'Alfortville (1922-1929)                  |
| 1929                        | 1935                        | Charles Thévenin           | PRS                     | Médecin Maire de Charenton (1912-1915, 1917-1919 et 1925-1944)                      |
| 1935                        | 1940 maintenu jusqu'en 1944 | Charles Delval (1894-1966) | SFIC puis POPF puis PPF | Mécanicien aux chemins de fer, Charenton                                            |
| 1945 Décret du 12 mars 1945 | 1945                        | Jules Crapier (1895-1985)  | PCF                     | Garde-frein puis contrôleur des trains Dirigeant de la Fédération CGT des cheminots |

### Période 1945 à 1953
Maisons-Alfort faisait partie du secteur de Sceaux-Est.
André Bolze (1896-1986), (PCF), employé de banque, journaliste, maire-adjoint de Maisons-Alfort, faisait partie des 12 élus du secteur.

### Période 1953 à 1959
Maisons-Alfort faisait partie du 1er secteur de la Seine.
André Bolze (PCF), conseiller municipal de Maisons-Alfort, fut réélu.

### Période 1959 à 1967
Maisons-Alfort formait le 43ème secteur de la Seine.
| Période                         | Période      | Identité                   | Étiquette | Qualité                                                                  |
| ------------------------------- | ------------ | -------------------------- | --------- | ------------------------------------------------------------------------ |
| 1959 43e secteur Maisons-Alfort | 1965 (décès) | Arthur Hévette (1890-1965) | UNR       | Représentant en vins Maire de Maisons-Alfort (1949-1965)                 |
| 1965 43e secteur                | 1967         | Georges Gaumé              | UNR       | Maire-adjoint de Maisons-Alfort Élu à la place de Arthur Hévette, décédé |

### Période 1967 à 2015
Un nouveau découpage territorial du Val-de-Marne entre en vigueur à l'occasion des premières élections départementales suivant le décret du 17 février 2014. Les conseillers départementaux sont, à compter de ces élections, élus au scrutin majoritaire binominal mixte. Les électeurs de chaque canton élisent au Conseil départemental, nouvelle appellation du Conseil général, deux membres de sexe différent, qui se présentent en binôme de candidats. Les conseillers départementaux sont élus pour 6 ans au scrutin binominal majoritaire à deux tours, l'accès au second tour nécessitant 12,5 % des inscrits au 1er tour. En outre la totalité des conseillers départementaux est renouvelée. Ce nouveau mode de scrutin nécessite un redécoupage des cantons dont le nombre est divisé par deux avec arrondi à l'unité impaire supérieure si ce nombre n'est pas entier impair, assorti de conditions de seuils minimaux. Dans le Val-de-Marne, le nombre de cantons passe ainsi de 49 à 25.
Le nouveau canton de Maisons-Alfort est formé de la commune de Maisons-Alfort. Il est entièrement inclus dans l'arrondissement de Nogent-sur-Marne. Le bureau centralisateur est situé à Maisons-Alfort.

## Représentation
| Période élective | Période élective | Mandat | Mandat   | Identité            | Nuance | Nuance | Qualité |
| ---------------- | ---------------- | ------ | -------- | ------------------- | ------ | ------ | --- |
| 2015             | 2021             | 2015   | 2021     | Olivier Capitanio   |        | LR     | Cadre, ancien attaché parlementaire de Michel Herbillon Maire de Maisons-Alfort (2017-2021) Ancien conseiller général du canton de Maisons-Alfort-Nord (2004-2015) |
| 2015             | 2021             | 2015   | 2021     | Mary-France Parrain |        | LR     | Adjointe au Maire de Maisons-Alfort Ancienne conseillère générale du canton de Maisons-Alfort-Sud (2011-2015)                                                      |
| 2021             | 2028             | 2021   | en cours | Olivier Capitanio   |        | LR     | Maire de Maisons-Alfort (2017-2021) Premier adjoint au Maire de Maisons-Alfort (depuis 2021) Président du Conseil départemental (depuis 2021)                      |
| 2021             | 2028             | 2021   | en cours | Mary-France Parrain |        | LR     | Maire de Maisons-Alfort (depuis 2021) |

### Résultats détaillés

#### Élections de mars 2015
Lors des élections départementales de 2015, le binôme composé de Olivier Capitanio et Marie France Parrain (Union de la Droite) est élu au premier tour avec 53,45% des suffrages exprimés, devant le binôme composé de Xavier Cohard et Sophie Gallais (Union de la Gauche) (15,94%). Le taux de participation est de 48,75 % (17 246 votants sur 35 378 inscrits) contre 44,44 % au niveau départemental et 50,17 % au niveau national.

#### Élections de juin 2021
Le premier tour des élections départementales de 2021 est marqué par un très faible taux de participation (33,26 % au niveau national). Dans le canton de Maisons-Alfort, ce taux de participation est de 36,69 % (13 337 votants sur 36 350 inscrits) contre 29,98 % au niveau départemental. À l'issue de ce premier tour, deux binômes sont en ballottage : Olivier Capitanio et Marie France Parrain (LR, 67,31 %) et Bernard Bouché et Célia Le Roux (binôme écologiste, 10,86 %).
Le second tour des élections est marqué une nouvelle fois par une abstention massive équivalente au premier tour. Les taux de participation sont de 34,36 % au niveau national, 32,99 % dans le département et 38,39 % dans le canton de Maisons-Alfort. Olivier Capitanio et Marie France Parrain (LR) sont élus avec 73,09 % des suffrages exprimés (9 895 voix pour 13 956 votants et 36 352 inscrits),,.

## Composition
Le canton comprend une commune entière.
| Nom                                    | Code Insee | Intercommunalité         | Superficie (km2) | Population (dernière pop. légale) | Densité (hab./km2) | Modifier                                    |
| -------------------------------------- | ---------- | ------------------------ | ---------------- | --------------------------------- | ------------------ | ------------------------------------------- |
| Maisons-Alfort (bureau centralisateur) | 94046      | Métropole du Grand Paris | 5,35             | 57 422 (2022)                     | 10 733             | modifier les données · modifier les données |
| Canton de Maisons-Alfort               | 9413       |                          |                  | 57 422 (2022)                     |                    | modifier les données                        |

## Démographie
En 2022, le canton comptait 57 422 habitants, en évolution de +3,86 % par rapport à 2016 (Val-de-Marne : +3 %, France hors Mayotte : +2,11 %).
| 2013   | 2018   | 2022   |
| ------ | ------ | ------ |
| 54 470 | 55 899 | 57 422 |